# Ordensburg Seehesten
Die Reste der Ordensburg Seehesten sind heute in einem Bauernhof im polnischen Szestno in der Woiwodschaft Ermland-Masuren erhalten.

## Geschichte
Die Burg wurde 1348 am Rande des besiedelten Gebiets des Deutschordensstaates als Sitz eines Pflegers erbaut. Östlich der Burg begann die sogenannte große Wildnis, ein bis nach Litauen reichendes Waldgebiet. Die erste hölzerne Burg wurde 1350 von Litauern zerstört. Der Wiederaufbau erfolgte vermutlich einige Jahre später in Stein.
Aus dem 15. und 16. Jahrhundert sind zahlreiche Inventare erhalten, die ein Bild des Lebens auf der Burg geben. Im Jahr 1461 listet der damalige Pfleger Erwin Hugo von Hilgenberg in einem Brief die Bewohner der Burg auf: Ein Kaplan, ein Schreiber, ein Dolmetscher für die prußische und polnische Bevölkerung, ein Kammerjunge, ein Kellerjunge, Bote, Küster, Küchenmeister, Koch, Bäcker, Jäger, Fischer und Pferdemarschall.
Nach dem Ende der Ordenszeit wurde Seehesten herzoglicher Amtssitz. Nach 1752 verfiel die Burg und wurde zum Teil eines Bauernhofs. Heute ist der Ruinenrest von Vegetation überwuchert.

## Bauwerk
Die Burg war vom Typ der kleinen und einfachsten Burgen. Vier Mauern bildeten einen quadratischen Innenhof, an dessen Nordseite sich ein dreigeschossiger Wohnflügel befand. Nur der obere Bereich des Wohnflügels bestand aus Backstein.